# 林奇 (內布拉斯加州)
林奇（英語：Lynch）是位於美國內布拉斯加州博伊德縣的村。

## 人口
根據2020年美國人口普查的數據，林奇的面積為1.38平方千米，皆為陸地。當地共有人口194人，而人口密度為每平方千米141人。